# Liste von Windkraftanlagen in Italien
Die Liste von Windkraftanlagen in Italien bietet einen Überblick über die installierten Windkraftanlagen in Italien. Als Windparks gelten Standorte mit drei oder mehr Anlagen. Anlagen mit Stahlfachturm sind durch Kursivschrift gekennzeichnet. Da laufend neue Windkraftanlagen errichtet werden, erhebt diese Liste keinen Anspruch auf Vollständigkeit, in den Jahren 2023 und 2024 wurden etwa 8 % des Strombedarfs Italiens durch Windenergie gedeckt.

## Übersicht
| Name                                 | Baujahr                  | Gesamt- leistung (MW) | Anzahl | Typ (WKA) | Ort                         | Region/Provinz                  | Koordinaten                  | Projektierer / Betreiber     | Bemerkungen                                                                                |
| ------------------------------------ | ------------------------ | --------------------- | ------ | --- | --------------------------- | ------------------------------- | ---------------------------- | ---------------------------- | ------------------------------------------------------------------------------------------ |
| Windkraftanlage Avigliano            | 2015                     | 0,1                   | 1      | Storma ST-K100/D22 (1×) | Avigliano                   | Provinz Potenza                 | 40° 43′ 19″ N, 15° 44′ 49″ O |                              | errichtet auf dem Gelände von einer Kneipe                                                 |
| Windkraftanlagen Bancone di Sopra    | 2015                     | 0,18                  | 2      | Enercon E-17 (1×) Storma ST-K100/D22 (1×) | Avigliano                   | Provinz Potenza                 | 40° 42′ 59″ N, 15° 44′ 51″ O |                              |                                                                                            |
| Windkraftanlagen Mals                | 2006                     | 34                    | 2      | Leitwind LTW62 (1×) Leitwind LTW72 (1×) | Mals                        | Provinz Bozen                   | 46° 44′ 9″ N, 10° 32′ 17″ O  |                              | mittlerweile abgebaut                                                                      |
| Windkraftanlagen Salinas             | 2017                     | 0,1                   | 2      | Rago Furba 59/23.2 (2×) | Avigliano                   | Provinz Potenza                 | 40° 44′ 42″ N, 15° 45′ 1″ O  |                              |                                                                                            |
| Windpark Agrigento                   | 2007                     | 34,0                  | 40     | Gamesa G58/850 (40×) | Palma di Montechiaro        | Provinz Agrigent                | 37° 14′ 10″ N, 13° 44′ 19″ O | Alerion                      |                                                                                            |
| Windpark Avigliano                   | 2003 2006                | 15,1                  | 23     | Vestas V47/600 (23×) | Avigliano                   | Provinz Potenza                 | 40° 45′ 4″ N, 15° 46′ 10″ O  | IVPC                         |                                                                                            |
| Windpark Bancone di Sotto            | 2015                     | 0,6                   | 4      | Nordtank NTK 150 (3×) Nordex N27/150 (1×) | Avigliano                   | Provinz Potenza                 | 40° 43′ 2″ N, 15° 45′ 9″ O   |                              |                                                                                            |
| Windpark Cairo Montenotte            | 2008 2012 2021           | 58,0                  | 21     | Enercon E-53 (6×) Enercon E-82 (4×) Vestas V136-4.0MW (11×) | Cairo Montenotte            | Provinz Savona                  | 44° 23′ 46″ N, 8° 25′ 40″ O  |                              |                                                                                            |
| Windpark Calice Ligure               | 2004                     | 2,5                   | 3      | Vestas V52/850 (3×) | Calice Ligur                | Provinz Savona                  | 44° 14′ 53″ N, 8° 16′ 37″ O  |                              |                                                                                            |
| Windpark Castellaro                  | 2014                     | 4,9                   | 13     | Seewind S20/110 (4×) Enercon E-40 5.40 (9×) | Tito                        | Provinz Potenza                 | 40° 36′ 39″ N, 15° 38′ 40″ O |                              |                                                                                            |
| Windpark Castelnuovo di Conza        | 1997 2005 2007 2011 2012 | 45,0                  | 30     | Enercon E-40 5.40 (5×) Enercon E-40 6.44 (3×) Vestas V112-3.0MW (1×) Enercon E-82 (12×) Ecotecnia 74 (9×) | Castelnuovo di Conza        | Provinz Salerno Provinz Potenza | 40° 49′ 38″ N, 15° 20′ 29″ O |                              |                                                                                            |
| Windpark Erchie                      | 2013                     | 30,0                  | 15     | Gamesa G90-2.0MW (15×) | Erchie                      | Provinz Brindisi                | 40° 25′ 53″ N, 17° 42′ 9″ O  |                              |                                                                                            |
| Windpark Giarrossa Centro            | 2016                     | 1,7                   | 3      | Nordtank NTK 500 (1×) Vestas V44 (2×) | Potenza                     | Provinz Potenza                 | 40° 37′ 38″ N, 15° 42′ 13″ O |                              |                                                                                            |
| Windpark Giarrossa Ravizzone         | 2015 2016                | 1,1                   | 17     | Danregn Bonus 65 (17×) | Potenza                     | Provinz Potenza                 | 40° 38′ 19″ N, 15° 44′ 21″ O |                              | vier weitere Anlagen wurden bereits abgebaut                                               |
| Windpark Lecce                       | 2007                     | 36,0                  | 18     | Vestas V90-2.0MW (18×) | Lecce                       | Provinz Lecce                   | 40° 24′ 46″ N, 18° 9′ 9″ O   | Inergia, Baltic Energy Group |                                                                                            |
| Windpark Melfi                       | 2012 2013 2016           | 68,4                  | 29     | Lagerwey LW18/80 (1×) Leitwind LTW77 (6×) Siemens SWT3.0-113 (20×) Enercon E-53 (3×) | Melfi                       | Provinz Potenza                 | 41° 2′ 2″ N, 15° 39′ 31″ O   |                              | die Lagerwey-Anlage ist ein Zweiflügler                                                    |
| Windpark Mezzomiero                  | 2013 2015 2016           | 0,96                  | 6      | Vestas V27/225 (2×) AN Bonus 150-30 (3×) Tacke TW 60 (1×) | Sant'Angelo                 | Provinz Potenza                 | 40° 44′ 13″ N, 15° 46′ 22″ O |                              | eine Lagerwey LW18/80 (Zweiflügler) wurde 2022 abgebaut                                    |
| Windpark Montefalcone di Val Fortore | 1998 2017 2019           | 106,0                 | 107    | Lagerwey LW18/80 (8×) Vestas V47/600 (43×) GE Wind Energy 1.5sl (4×) Gamesa G114/2500 (20×) EWT DW 900/61 (1×) Enercon E-40 5.40 (17×) Vestas V17 (1×) Tacke TW 60 (1×) Vestas V52/850 (6×) Vestas V80-2.0MW (3×) Enercon E-40 6.44 (2×) Enercon E-66 18.70 (1×) | Montefalcone di Val Fortore | Provinz Benevento               | 41° 18′ 54″ N, 14° 58′ 45″ O |                              | die Lagerwey-Anlagen sind Zweiflügler                                                      |
| Windpark Patacca                     | 2015                     | 0,2                   | 3      | Lagerwey LW18/80 (3×) | Avigliano                   | Provinz Potenza                 | 40° 44′ 40″ N, 15° 47′ 12″ O |                              | Zweiflügler                                                                                |
| Windpark Potenza                     | 2016                     | 0,36                  | 4      | Storma ST-K100/D22 (2×) Nordtank NTK 65 (1×) Nowomag EW160 (1×) | Potenza                     | Provinz Potenza                 | 40° 39′ 33″ N, 15° 50′ 51″ O |                              |                                                                                            |
| Windpark San Giorgio                 | 2015                     | 0,3                   | 3      | Enercon E-17 (2×) AN Bonus 150-30 (1×) | Pietragalla                 | Provinz Potenza                 | 40° 45′ 45″ N, 15° 49′ 5″ O  |                              |                                                                                            |
| Windpark Serra di Pepe               | 2021 2022                | 0,2                   | 5      | Enercon E-40 6.44 (1×) Vestas V112-3.45 (4×) | Avigliano                   | Provinz Potenza                 | 40° 45′ 43″ N, 15° 41′ 57″ O |                              |                                                                                            |
| Windpark Spinamara                   | 2015                     | 0,6                   | 7      | Tozzi Green TN535 (3×) Enercon E-17 (2×) RG Wind (1×) Vestas V29/225 (1×) Rago Furba 59/23.2 (1×) | Avigliano                   | Provinz Potenza                 | 40° 43′ 43″ N, 15° 44′ 44″ O |                              |                                                                                            |
| Windpark Taranto-Hafen               | 2021                     | 30,0                  | 10     | Guangdong Mingyang MYSE3.0/135 (10×) | Taranto                     | Provinz Tarent                  | 40° 29′ 53″ N, 17° 8′ 37″ O  | Beloenergia                  | errichtet als Nearshore-Anlagen im Hafengebiet von Taranto erster Offshore-Park in Italien |
| Windpark Toretta                     | 2015                     | 3,6                   | 27     | Südwind N3127 (3×) Enercon E-40 5.40 (3×) Enercon E-17 (3×) Lagerwey LW18/80 (3×) WindWorld W2700 (1×) Micon M530-250 (1×) Rago Furba 59/23.2 (11×) AN Bonus 150-30 (1×) Nordtank NTK 65 (1×)                                                                    | Potenza                     | Provinz Potenza                 | 40° 40′ 22″ N, 15° 45′ 52″ O |                              |                                                                                            |
| Windpark Valle Della Pietra          | 2016                     | 0,2                   | 3      | WES 50 (2×) Vestas V29/225 (1×) | San Cataldo                 | Provinz Potenza                 | 40° 46′ 24″ N, 15° 40′ 49″ O |                              |                                                                                            |
| Windpark Villa Castelli              | 2012                     | 20,0                  | 10     | Vestas V90-2.0MW (10×) | Villa Castelli              | Provinz Brindisi                | 40° 35′ 24″ N, 17° 29′ 38″ O |                              |                                                                                            |

## Installierte Leistung
Die installierte Leistung der Windkraftanlagen (WKA) in Italien stieg von 690 MW im Jahr 2001 auf 11.276 MW im Jahr 2021, die Jahreserzeugung stieg von 1,2 TWh im Jahr 2001 auf 21 TWh im Jahr 2021.
| Jahr | Inst. Leistung (MW) | Erzeugung (TWh) |
| ---- | ------------------- | --------------- |
| 2001 | 690                 | 1,2             |
| 2002 | 797                 | 1,4             |
| 2003 | 913                 | 1,5             |
| 2004 | 1225                | 1,8             |
| 2005 | 1717                | 2,3             |
| 2006 | 2123                | 3               |
| 2007 | 2726                | 4               |
| 2008 | 3736                | 4,9             |
| 2009 | 4850                | 6,5             |
| 2010 | 5797                | 9               |
| 2011 | 6885                | 9,8             |
| 2012 | 8131                | 13              |
| 2013 | 8558                | 15              |
| 2014 | 8663                | 15              |
| 2015 | 8958                | 15              |
| 2016 | 9227                | 17,52           |
| 2017 | 9479                | 17,57           |
| 2018 | 9737                | 17,56           |
| 2019 | 10.512              | 20,20           |
| 2020 | 10.852              | 18,61           |
| 2021 | 11.276              | 20,69           |
| 2022 | 11.848              | 20,46           |
| 2023 | 12.336              | 23,31           |
| 2024 | 12.945              |                 |